# Ruth Manzanares
Ruth Aracelis Manzanares Grados (Lima, 1978) es una ingeniera mecánica, investigadora, inventora y docente universitaria peruana. Es reconocida por sus aportes en el campo de la ciencia, la tecnología, la ingeniería y las matemáticas (STEM). Ha liderado numerosos proyectos de investigación e innovación tanto en el ámbito académico y profesional, destacando en competencias como el Korea International Women's Invention Exposition (KIWIE) y en el International Invention Innovation Competition in Canada (iCAN). Además, ha desarrollado iniciativas para incentivar la participación de mujeres en áreas de ciencia y tecnología.

## Biografía

### Primeros años y educación
Ruth Manzanares nació el en 1978 en el distrito de Lima, región Lima, Perú. Realizó sus estudios primarios en el Colegio Santa Úrsula, ubicado en el distrito de San Juan de Lurigancho, y los secundarios, en la Institución Educativa Emblemática Rosa de Santa María, en el distrito de Breña.
Cursó la carrera de Ingeniería Industrial, pero decidió cambiar de especialidad y se tituló como ingeniera mecánica en la Pontificia Universidad Católica del Perú (PUCP). Su tesis fue desarrollada en la Technische Universität Chemnitz (TU Chemnitz) en Alemania, gracias a la Beca de Excelencia DAAD. De manera paralela, cursó estudios en el programa de Mecánica Automotriz en SENATI. Realizó su magister en Ingeniería en el Tecnológico de Monterrey, campus Toluca.
Asimismo, posee una maestría en Administración Estratégica de Empresas por CENTRUM PUCP y una maestría internacional en Liderazgo por la Escuela de Alta Dirección y Administración (EADA) de Barcelona, España. También estudió un Diplomado Internacional en Seguridad Basada en el Comportamiento en Minería, ofrecido por la Cámara Minera del Perú y la Mining Society of South Africa, gracias a la beca CAMIPER. Adicionalmente, obtuvo la certificación en Design Thinking: Metodología para el Éxito en Innovación del MIT Management Executive Education y la Certificación Scrum Foundation Professional Certificate (SFPC), otorgada por Scrum Foundation.

### Carrera profesional
Su carrera como docente empezó el 2010 en el Tecnológico de Monterrey, México.  En 2012 se traslada a Perú y continua su labor docente en las carreras de ingeniería mecánica, ingeniería mecatrónica, ingeniería agrícola y diseño industrial, tanto a nivel pregrado como posgrado en diversas universidades. Desde el 2021, es docente investigadora en la Universidad Privada del Norte (UPN), donde lidera la Jefatura de Investigación en la Facultad de Arquitectura y Diseño de la Dirección de Investigación, Innovación y Sostenibilidad. 
Es también coordinadora y fundadora del Grupo de Investigación de Innovación Aplicada en Diseño de Productos y Servicios (GIADIPS). El grupo ha obtenido diversos premios internacionales en innovación y diseño, destacando en competencias como la Exposición Internacional de Invenciones de Mujeres en Corea (Korea International Women's Invention Exposition, KIWIE) y la Competencia Internacional de Invención e Innovación en Canadá (International Invention Innovation Competition in Canada, iCAN). Lideró el equipo DEIMOS, ganador del Premio Jesco von Puttkamer International Team Award en el Desafío de Vehículos de Exploración Humana (Human Exploration Rover Challenge) de la NASA», convirtiéndose en la primera ingeniera peruana en obtener un premio en este prestigioso concurso.

## Investigación e innovación
Ha publicado más de diez artículos de investigación, de los cuales nueve están indexados en Scopus. Ha presentado más de 100 patentes que incluyen patentes de invención, modelos de utilidad y diseños industriales, consolidando una destacada trayectoria en innovación y desarrollo tecnológico. Entre sus invenciones más destacadas se encuentran el lapicero orgánico «Titanum» y el «Steam Nurse», un sistema electrónico diseñado para reducir la contaminación cruzada en centros médicos, ambos reconocidos con premios internacionales. Sus proyectos de investigación abarcan desde el desarrollo de nuevos materiales sostenibles hasta sistemas mecatrónicos y robóticos para aplicaciones industriales y de salud.

## Publicaciones seleccionadas
Se presentan a continuación los trabajos científicos más citados de la investigadora. Para consultar el listado completo, se puede acceder a su perfil en Google Scholar.
- Rojas, Carolina; Munizaga, Juan,; Rojas, Octavio; Martínez, Carolina; Pino, Joan (2019). «Urban development versus wetland loss in a coastal Latin American city: Lessons for sustainable land use planning». Land Use Policy (en en inglés): 80, 47-56. doi:10.1016/j.landusepol.2018.09.036. Consultado el 16 de marzo de 2025.
- Rojas, Carolina; Muñiz, Iván; García-López, Miguel (2009). «Estructura urbana y policentrismo en el Área Metropolitana de Concepción». EURE: 35(105), 47-70. doi:10.4067/S0250-71612009000200003. Consultado el 16 de marzo de 2025.
- Rojas, Carolina; Pino, Joan; Basnou, Corina; Vivanco, Mauricio (2013). «Assessing land-use and -cover changes in relation to geographic factors and urban planning in the metropolitan area of Concepción (Chile). Implications for biodiversity conservation». Applied Geography (en inglés): 39, 93-103. doi:10.1016/j.landusepol.2012.04.018. Consultado el 16 de marzo de 2025.

## Premios y reconocimientos
Ha liderado proyectos en innovación y desarrollo sostenible, obteniendo múltiples reconocimientos en su área. A lo largo de su carrera, ha recibido múltiples galardones que atestiguan su gran impacto. Los reconocimientos en innovación y propiedad intelectual, otorgados por entidades y eventos como la Exposición Internacional de Inventos de Mujeres de Corea (KIWIE), la Federación Internacional de Asociaciones de Inventores (IFIA) y el Instituto Nacional de Defensa de la Competencia y de la Protección de la Propiedad Intelectual (Indecopi), fueron distinciones que tuvieron como objetivo promover los avances en estos campos. Entre sus logros más relevantes se encuentran:
- Equipo ganador del Jesco von Puttkamer International Team Award en el 2018 realizado por la NASA.[27]
- Proyecto Steam Nurse, ubicado entre los 5 mejores inventos realizado por el Global Grad Show en Dubai.[28]
- Ganadora del Semi Grand Prize en el 2020 por la Exposición Internacional de Inventos de Mujeres de Corea del Sur (KIWIE). Premio histórico para una inventora peruana, primera ingeniera inventora peruana en obtener este premio.[29]

- Ganadora de múltiples medallas en el 2021 y 2022 por la Exposición Internacional de Inventos de Mujeres de Corea del Sur (KIWIE). Reconocida como la única inventora latinoamericana con mayor cantidad de premios, destacando dentro de la delegación peruana.[30]
- Formó parte de la publicación «Inventoras peruanas: empoderando para innovar con valentía» realizada en marzo del 2024, por Indecopi. Reconocimiento de su testimonio personal como inspiración para las niñas y mujeres.[31][32][6]

- Reconocida como Investigadora destacada en el libro «Mujeres en el Bicentenario: Mujeres en el Conocimiento» en el 2024, publicado por el Women CEO Perú y Alafarpe.[33]